# Federico Zuccari

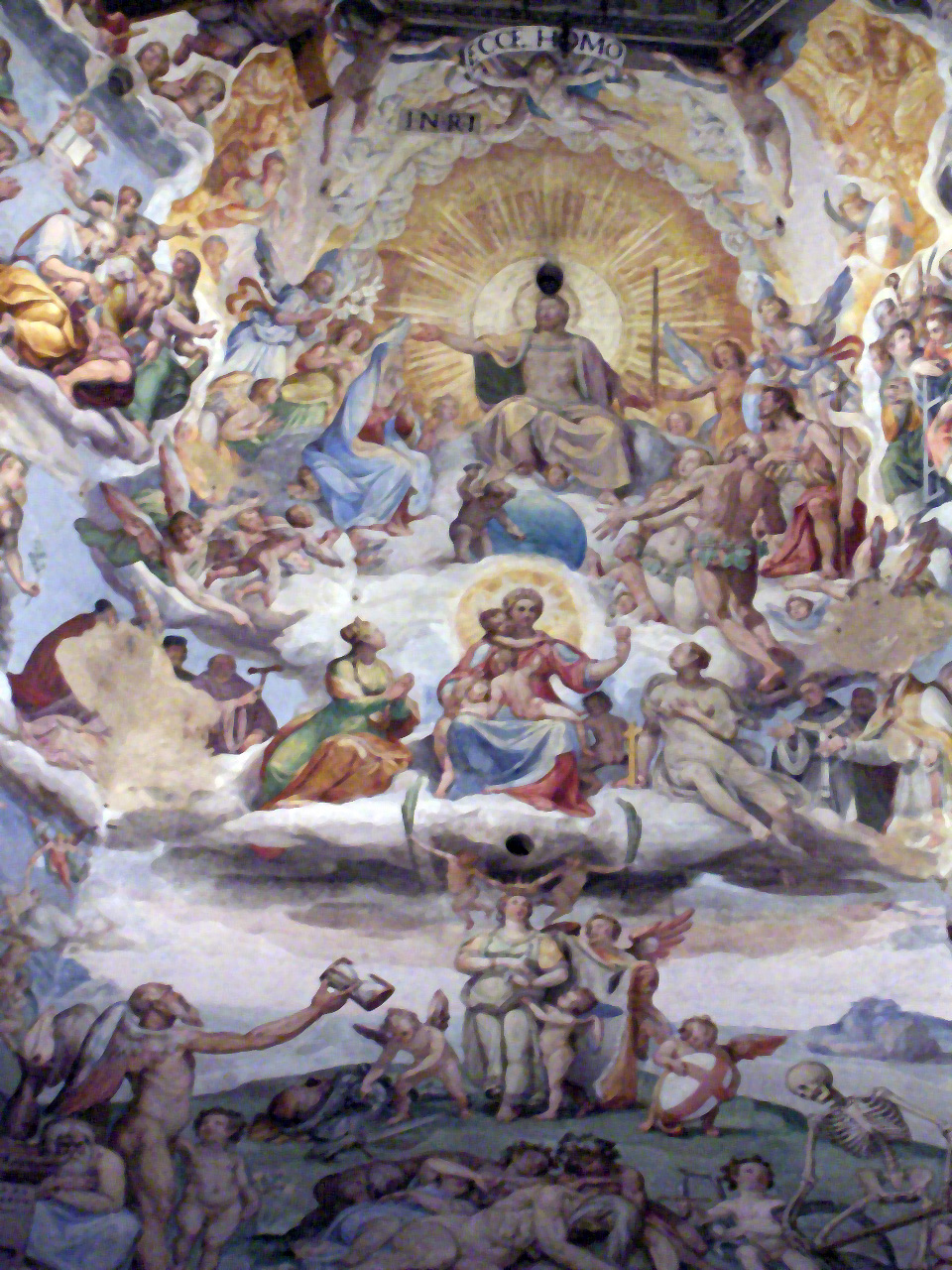
Poslední soud (detail). Dóm Santa Maria del Fiore.

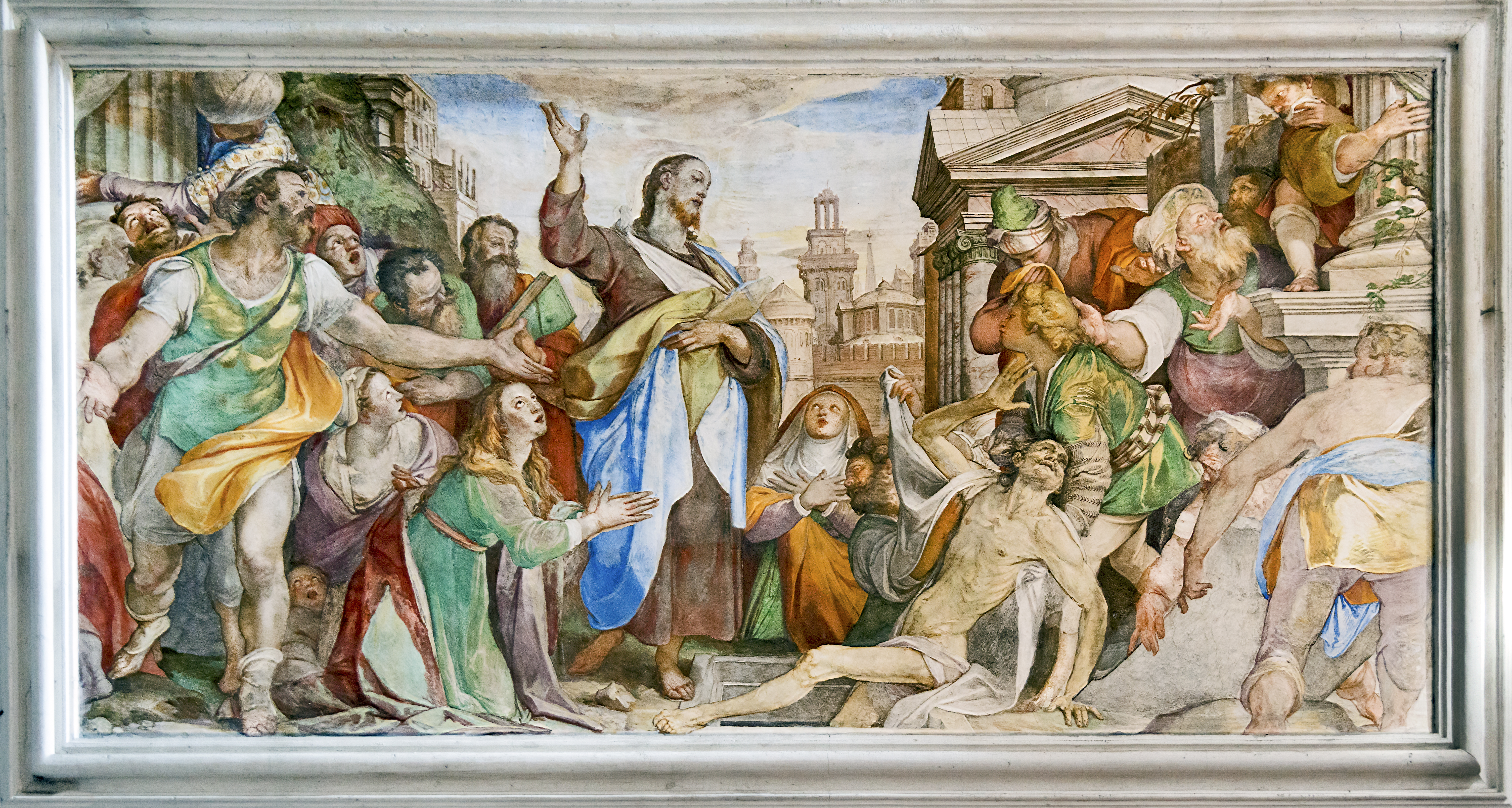
Vzkříšení Lazara

Federico Zuccari, nebo také Federigo Zuccaro (asi 1542/1543, Sant'Angelo in Vado – 20. července 1609, Ancona), byl italský manýristický malíř a architekt, činný jak v Itálii tak i v zahraničí.

## Život
První zmínky o jeho práci pocházejí z roku 1550, kdy se přestěhoval do Říma, kde pracoval se svým bratrem Taddem. Pomáhal při freskové výzdobě Villy Farnese v Caprarole. Dále se účastnil prací v těchto objektech:
- Casino Pia IV., Řím
- Kaple Grimani, San Francesco della Vigna, Benátky
- Kaple Pucci Chapel v kostele Trinità dei Monti, Řím
- San Marcello al Corso, Řím
- Katedrála v Orvietu (1570)
- Oratoř del Gonfalone, Řím (1573)
- Santa Maria del Fiore, Florence (započato Vasarim)

Zuccari byl povolán zpět do Říma papežem Řehořem VIII., aby pokračoval na zakázce pro kapli Pauline ve Vatikánu. Navštívil Brussel, kde vytvořil sérii kartonů pro tkalce tapisérií. Roku 1574 odjel do Anglie, kde obdržel zakázku na malbu portrétů královny Alžběty, Marie Skotské, sira Nicholase Bacona, sira Francise Walsinghama, Charlese Howarda a dalších.
Namaloval také portrét Muž se dvěma psi, v paláci Pitti ve Florencii, a obraz Mrtvý Kristus s anděli v Galleria Borghese. Roku 1585 přijal nabídku Filipa II. k výzdobě Escorialu . Pracoval v paláci od ledna 1586 do konce roku 1588. Králi se mnoho jeho maleb nelíbilo a byly přemalovány. Jeho nástupcem byl Pellegrino Tibaldi.
Jako jeho současník Giorgio Vasari, byl i Zuccari uměleckým kritikem a historikem. Jeho hlavní dílo L'idea de' Pittori, Scultori, ed Architetti (1607) bylo však mnohem méně populární.
Krátce před svou smrtí byl povýšen do rytířského stavu.